# Vörös Gábor
Vörös Gábor (1965. szeptember 27. –) magyar rockzenész, basszusgitáros.

## Pályafutása
Legkorábbi együttese 1981-ben alakult meg Mahagóni néven. Első jelentős együttese a Szekeres Tamás Project volt, ahonnan 1988-ban átment az Ossianba, melynek egészen az 1994-es feloszlásig tagja volt. Az Ossian legsikeresebb korszakában vele készültek a zenekar legnépszerűbb lemezei. Az ő játéka hallható olyan klasszikus lemezeken, mint például a Rock katonái, az Ítéletnap vagy a Kitörés. Összesen hat Ossian lemezen játszott.
Az Ossian feloszlása után Maróthy Zoltánnal és Tobola Csabával megalapította a Fahrenheit zenekart. 2000 és 2001 között Keresztes Ildikó énekesnő kísérőzenekarában, a Keresztes Ildikó Bandban is játszott. 2003-ban tagja lett az újjáalakuló Omen zenekarnak. Ő szervezi a zenekar koncertjeit. 2009-ben Závodi János, Köves Miklós és Gallai Péter újra életre hívták a magyar rockzenében ikonikus Piramis zenekart, ahová felkérték basszusgitárosnak.
2017. május 6-án bejelentette, hogy 14 év után kilép az Omen zenekarból.
Nős, egy lány édesapja. Unokaöccse Vörös Attila gitáros.[forrás?]

## Felszerelése
Basszusgitárok:
- Fender Precision Bass 2011
- Fender Precision Bass American Vintage '62 Reissue
- Fender Jazz Bass 1975
- Schecter Stiletto Studio-8

Korábbi basszusgitárok:
- Fender Precision Bass 1972
- Rickenbacker 1979
- Warwick Thumb 1990
- Gibson Thunderbird

Egyéb:
- Brodtrager fretless
- Sansamp előfok
- Trace Elliot erősítő
- Darco 45' húrok
- Shure ULXP4 URH mikrofon

## Diszkográfia

### Ossian
- A rock katonái – 1990
- Ítéletnap – 1991
- Kitörés – 1992
- Ossian 86-92 – 1992
- Emberi dolgok – 1993
- Keresztút – 1994

### Fahrenheit
- Fahrenheit – 1995
- Egyedül – 1996
- Fahrenheit III. – 1999

### Omen
- Tiszta szívvel – 2003
- Best of Omen – 2004
- A hetedik nap – 2006
- Agymosás – 2006
- Nomen est Omen – 2012
- Huszonöt év – 2015

## További információ
- Omen hivatalos honlap
- Piramis hivatalos honlap